# Carpe Diem Regatta
Carpe Diem Regatta — недельная парусная регата на яхтах, которая проводится с 2013 года. Регата проводится дважды в год — весной и осенью — традиционно в акватории Хорватии. Соревнования проходят при поддержке Парусной академии, по правилам ВФПС/ISAF. Для состязаний разработана специальная программа так называемых коротких техничных гонок, предполагающая несколько стартов в течение одного дня соревнований, что фактически дает шанс отыграться каждому экипажу, даже если одна из гонок проиграна. Кроме того, регата имеет бизнес формат, так как в рамках мероприятия проводятся круглые столы, совещания и переговоры, а также обучающие семинары по основам парусных гонок.

## Формат
В основе разработанной для Carpe Diem Regatta программы лежит несколько принципов:
- У руля яхт стоят любители. Профессиональным шкиперам, присутствующим на каждом судне, отдается роль тактиков и стратегов. Данное правило стимулирует всех участников принимать активное участие в гонках и позволяет каждому члену команды проявить себя.

- Монофлот. Для честности соревнования и обеспечения равных шансов на победу всем командам предоставляются яхты одной модели и строго одного года выпуска, но не старше трех лет.

- Короткие техничные гонки — в противовес длинным переходам — проводятся 2-3 раза в день и позволяют поддерживать соревновательный дух на протяжении всей регаты и делают возможными кардинальные изменения в турнирной таблице вплоть до последнего дня.

- Один из дней соревнования посвящён матч-рейсовым соревнованиям[2].

## Цели и задачи
- Объединить думающих и жаждущих нового топ-менеджеров одного уровня и статуса.
- Преодолеть географические особенности страны, стереть границы регионов и округов, предоставив уникальную и комфортную площадку для знакомства и общения.
- Сформировать устойчивое сообщество профессионалов из числа первых лиц и собственников предприятий, обеспечив принципиально иной по эффекту уровень нетворкинга для целей развития бизнеса каждого из участников.
- Совместно вырабатывать идеи. Делиться опытом и знаниями.
- Создавать картели и заключать бизнес-альянсы.
- Дружить компаниями и семьями.

## История
2012
Группа энтузиастов из числа первых лиц российских ИКТ компаний решила создать альтернативную закрытую деловую площадку для нетворкинга под эгидой парусных регат. В инициативный комитет проекта, получившего название «Российские корпоративные телеком регаты» (РКТР), вошли представители Capman, Intelcom-Connect, Ixcellerate, HP, Huawei, Orange Business Services, Стек Телеком, Гарс Телеком, КРОК, Наука-Связь, Норильск Телеком, Сател и Телеком биржа.
2013
В официальной части pre-party РКТР с приветственным словом выступили полномочный министр по туризму Хорватии Игор Преловшек и Директор национального туристического офиса Хорватии Младен Фалкони.
20-27 апреля
Первая парусная регата серии РКТР состоялась в акватории адриатического моря по маршруту «Трогир-Милна-Хвар-Ластово-Корчула-Хвар-Трогир». Флотилия — премиальные яхты 50-54 фута.
9-16 ноября
В Эгейском море прошла осенняя сессия РКТР. Маршрут протяженностью свыше 100 миль: Мармарис-Гёчек-Капи Крик-Сарсала-Фети. Регата объединила 70+ профессионалов из России, Австрии, Великобритании, Германии, Доминиканской республики, Израиля, Китая, Мальты, Польши, США, Турции, Украины, Хорватии и Шотландии.
2014
Инициативный комитет РКТР принял решение обновить спортивную составляющую с целью сделать парусные состязания более насыщенными и увлекательными. Среди новых принципов: только монотипный премиальный флот, отказ от практики длинных оффшорных переходов в пользу коротких техничных гонок; профессиональным шкиперам отдается роль тактиков, у руля яхт — любители.
26 апреля-3 мая
В Адриатике, Средней Далмации прошла весенняя сессия РКТР. Обновленный формат соревнований позволил полноценно раскрыться экипажам, от слаженности действий которых зависел результат. С каждой новой регатой экипажи селекционировались представителями практически всех отраслей экономики, для бизнеса которых вновь обретаемые знакомства оказывались более чем полезными. В какой-то момент стало очевидно, что проект РКТР перерос статус отраслевого парусного мероприятия. Симбиоз возможности отвлечься в кругу своего уровня и продуманной насыщенной спортивной программой — ключевые факторы популярности профессиональной регаты, рассчитанной на любителей, получившей новое имя — Carpe Diem Regatta.
11-18 октября
Carpe Diem Regatta состоялась в Хорватии, в акватории Адриатического моря по маршруту Муртер-Водице-Скрадин-Трибунь-Муртер. 6 коротких техничных гонок и матч-рейс на кубок Спорткар-Центра объединили представителей бизнеса из России, Латвии, Германии, Литвы, США и Мальты. Кульминация Carpe Diem Regatta — награждение победителей наиболее динамичного этапа соревнований — матч-рейс — завершилось в середине декабря тест-драйвом на Porsche по маршруту Москва-Дмитров-Москва.
2015
21-28 марта
В рамках подготовки к весенней сессии Carpe Diem Regatta по многочисленным заявкам постоянных участников парусных соревнований, в турецком Каше, что на стыке Средиземного и Эгейского морей, организованы подготовительные обучающие курсы по яхтенному мастерству.
18-25 апреля
Любительская регата собрала без малого 100 представителей бизнеса. Соревнования проходили по правилам ВФПС/ISAF на монотипном флоте «Bavaria 45» (2014 г.в.) и представляли из себя сочетание техничных коротких и маршрутных гонок средней длины, а также матч-рейсовых состязаний. В рамках регаты были также проведены тренировочные заезды, а также семинар по основам парусных гонок и особенностям настройки генакеров.